# Fehlermodell
Ein Fehlermodell klassifiziert Messfehler, hier die der Metrologie. Die Eigenschaften der Messfehler, die in den Messprozess einfließen, sind durch die physikalische Arbeitsweise der Messapparatur festgelegt.
Bezeichne
- {\displaystyle x_{l}} die {\displaystyle l.} von n Wiederholungsmessungen
- {\displaystyle x_{0}} den wahren Wert der Messgröße
- {\displaystyle f} den unbekannten systematischen Messfehler, der allen n Wiederholungsmessungen gemeinsam ist
- {\displaystyle \varepsilon _{l}} den zufälligen Messfehler.

Dann liegt der Revision der Gaußschen Fehlerrechnung eine Fehlergleichung folgender Form zugrunde:
{\displaystyle x_{l}=x_{0}+f+\varepsilon _{l};\quad -f_{s}\leq f=const.\leq +f_{s}}
Die Messwerte einer stationär arbeitenden Messapparatur streuen also nicht um den wahren Wert {\displaystyle x_{0}} der Messgröße, sondern um den seitens des unbekannten systematischen Messfehlers {\displaystyle f} verschobenen Wert {\displaystyle x_{0}+f}. Letzteren bezeichnet die Statistik als belasteten oder nicht erwartungstreuen Erwartungswert – nicht erwartungstreu soll heißen: der wahre Wert {\displaystyle x_{0}} wurde verfehlt.
Weder {\displaystyle x_{0}} noch {\displaystyle x_{0}+f} sind dem Experimentator bekannt.

## Interpretation unbekannter systematischer Fehler
Gegenwärtig werden unbekannte systematische Fehler unterschiedlich interpretiert:
- Der ISO-Guide weist ihnen formal eine Zufallsvariable zu und dieser, per Postulat, eine Rechteckdichte, definiert über dem Intervall {\displaystyle -f_{s}\ldots f_{s}}. Implizit wird unterstellt, es sei zulässig, die Realisierungen jener Zufallsvariable im Wesentlichen auf ihre einfache Standardabweichung zu begrenzen, d. h. auf ein Intervall der Länge {\displaystyle \pm f_{s}/{\sqrt {3}}}. Wie zu zeigen ist, bringt diese Interpretation allerdings nichtbehebbare mathematische und physikalische Probleme mit sich; siehe Messunsicherheit.
- Die zum Guide alternative Revision der Gaußschen Fehlerrechnung betrachtet den unbekannten systematischen Messfehler – physikalisch realistischer – als zeitkonstante, durch {\displaystyle -f_{s}\ldots f_{s}} eingegrenzte Größe, die im Sinne einer worst-case-Abschätzung zum Tragen zu bringen ist, d. h. in Gestalt der Intervallgrenzen {\displaystyle \pm f_{s}}. Diese Vorgehensweise bedingt eine neue Art der Fehlerrechnung, die sich nicht durch Fortschreiben der Gaußschen Fehlerrechnung darstellen lässt. Andererseits führt der neue Formalismus zu sicheren Messunsicherheiten, insbesondere zeigt er sich frei von Inkonsistenzen.